# Ivan Tchekhovitch
Ivan Vladimirovitch Tchekhovitch - en russe : Иван Владимирович Чехович et en anglais : Ivan Chekhovich - (né le 4 janvier 1999 à Iekaterinbourg en Russie) est un joueur professionnel russe de hockey sur glace. Il évolue au poste d'ailier.

## Biographie

### Carrière en club
En 2015, il commence sa carrière junior avec le HK MVD Balachikha dans la MHL. Il est choisi au premier tour, en troisième position par le Drakkar de Baie-Comeau lors de la sélection européenne 2016 de la Ligue canadienne de hockey. Il part alors en Amérique du Nord et débute dans la Ligue de hockey junior majeur du Québec. Il est sélectionné au septième tour, en deux-cent-douzième position par les Sharks de San José lors du Repêchage d'entrée dans la LNH 2017. En 2018, il joue ses premiers matchs en senior avec le Barracuda de San José, club ferme des Sharks dans la Ligue américaine de hockey.
Le 30 avril 2021, il joue son premier match dans la Ligue nationale de hockey avec les Sharks de San José face à l'Avalanche du Colorado. Il enregistre son premier point dans la LNH, une assistance face aux Coyotes de l'Arizona le 7 mai 2021.

### Carrière internationale
Il représente la Russie au niveau international. Il prend part aux sélections jeunes. Il honore sa première sélection senior le 11 février 2021 et marque son premier but et sa première assistance face à la Finlande lors d'un match des Sweden Hockey Games.

## Statistiques

### En club
| Saison    | Équipe                 | Ligue |    | Saison régulière | Saison régulière | Saison régulière | Saison régulière | Saison régulière |   | Séries éliminatoires | Séries éliminatoires | Séries éliminatoires | Séries éliminatoires | Séries éliminatoires |
| Saison    | Équipe                 | Ligue | PJ | B                | A                | Pts              | Pun              | PJ               | B | A                    | Pts                  | Pun                  |                      |                      |
| 2015-2016 | HK MVD Balachikha      | MHL   | 19 | 3                | 4                | 7                | 4                | -                | - | -                    | -                    | -                    |                      |                      |
| 2016-2017 | Drakkar de Baie-Comeau | LHJMQ | 60 | 26               | 33               | 59               | 14               | 4                | 1 | 2                    | 3                    | 2                    |                      |                      |
| 2017-2018 | Drakkar de Baie-Comeau | LHJMQ | 65 | 29               | 31               | 60               | 28               | 5                | 3 | 1                    | 4                    | 2                    |                      |                      |
| 2017-2018 | Barracuda de San José  | LAH   | 6  | 3                | 6                | 9                | 6                | 4                | 0 | 2                    | 2                    | 0                    |                      |                      |
| 2018-2019 | Drakkar de Baie-Comeau | LHJMQ | 66 | 43               | 62               | 105              | 38               | 7                | 3 | 1                    | 4                    | 2                    |                      |                      |
| 2018-2019 | Barracuda de San José  | LAH   | 5  | 1                | 3                | 4                | 4                | 4                | 2 | 1                    | 3                    | 6                    |                      |                      |
| 2019-2020 | Barracuda de San José  | LAH   | 42 | 4                | 8                | 12               | 6                |                  |   |                      |                      |                      |                      |                      |
| 2020-2021 | Torpedo Nijni Novgorod | KHL   | 43 | 17               | 17               | 34               | 16               | 4                | 2 | 0                    | 2                    | 2                    |                      |                      |
| 2020-2021 | Barracuda de San José  | LAH   | 17 | 2                | 5                | 7                | 8                | -                | - | -                    | -                    | -                    |                      |                      |
| 2020-2021 | Sharks de San José     | LNH   | 4  | 0                | 1                | 1                | 0                | -                | - | -                    | -                    | -                    |                      |                      |
| 2021-2022 | Torpedo Nijni Novgorod | KHL   | 46 | 14               | 8                | 22               | 20               | -                | - | -                    | -                    | -                    |                      |                      |
| 2022-2023 | Lokomotiv Iaroslavl    | KHL   | 57 | 13               | 10               | 23               | 18               | 6                | 3 | 0                    | 3                    | 2                    |                      |                      |
| 2023-2024 | Lokomotiv Iaroslavl    | KHL   | 59 | 4                | 7                | 11               | 18               | 12               | 2 | 2                    | 4                    | 4                    |                      |                      |
| 2024-2025 | HK Vitiaz              | KHL   | 47 | 12               | 24               | 36               | 14               | -                | - | -                    | -                    | -                    |                      |                      |

### En équipe nationale
| Année | Compétition                          |   | PJ | B | A | Pts | Pun | +/-                |  | Résultat |
| 2016  | Championnat du monde moins de 18 ans | 5 | 0  | 1 | 1 | 2   | -1  | Sixième place      |  |          |
| 2017  | Championnat du monde moins de 18 ans | 7 | 5  | 4 | 9 | 4   | +3  | Médaille de bronze |  |          |